# 神探飞机头
《王牌威龍》（英語：Ace Ventura: Pet Detective）是一部1994年始上映的美国喜剧电影。由汤姆·沙迪亚克导演，主演为金·凯瑞，其他主要演员包括柯特妮·考克斯、辛·楊、汤恩·洛克、丹·马里诺等。
《神探飞机头》票房上取得了巨大成功。这部成本为1200万美元的电影在全球范围内的票房收入达到1.07亿美元。其后有1995年至1997年播出的同名的动画连续剧以及一部續集《王牌威龍2：非洲大瘋狂》。本片至今仍拥有大量狂热影迷以及衍生文化。

## 剧情大纲
艾斯·范圖拉是佛罗里达州迈阿密市的一名私家侦探。他的业务不包括人类，专门与动物打交道，以帮人寻找走失动物或解救受虐宠物为主。他的调查方式滑稽夸张，时常遭到当地警察的嘲弄，只有警员老友艾米李欧愿意帮忙。
1994年美国全国橄榄球联盟（NFL）超级碗决赛前两周，决赛队伍之一迈阿密海豚队的吉祥物：瓶鼻海豚“雪花”遭人绑架。为了不让这起事故影响迷信的队员们的士气，海豚队的老板命令首席执行官普罗杰和宣传部长梅丽莎小姐必须尽快找回“雪花”。梅丽莎聘请了艾斯来调查此案件。艾斯首先在养“雪花”的海豚队主场永明体育场中调查，在水池下的滤水槽找到了第一个线索：一块罕见的三角琢型橙色琥珀石。他发现这种造型的宝石仅出现在1984年赛季的季后赛决赛冠军戒指上。他循着这个线索，逐个寻找戴有这种戒指的人，用尽各种搞怪手段查看他们的戒指，但最后一无所获。
梅丽莎认为艾斯的调查毫无意义，聘请他是“最大的错误”。同时，普罗杰被发现从自家寓所阳台坠楼身亡。调查此案的洛依丝·艾恩霍恩警督认为普罗杰死于自杀，但艾斯运用逻辑推断说服警方普罗杰是被人谋杀的。艾斯随后又发现他调查戒指拥有者时漏掉了赛季中加入球队的雷·芬克尔。雷·芬克尔在决赛时射失了了决定性的一球，让球队错失当年冠军。艾斯认为芬克尔有犯案动机，到其父母家调查，发现芬克尔已经因为精神失常到病院疗养了。他在芬克尔居室内发现其极度仇恨队友丹·马里诺，认为后者放球时缝口向内，导致他射门失手。艾斯马上通知梅丽莎，警告她马里诺可能是下一个绑架对象，然而警察与保安赶到时为时已晚，马里诺刚刚被劫走。
艾斯又假装精神病人，与梅丽莎到芬克尔最后入住的精神病院，潜入档案室调查芬克尔的资料。他发现了一张旧剪报上记载了一则女子失踪案件，失踪者姓名是洛依丝·艾恩霍恩。艾斯意识到艾恩霍恩警督就是芬克尔，之后他开始狂呕吐。他跟踪艾恩霍恩来到一个旧码头仓库，发现了被绑的马里诺和海豚“雪花”。艾斯制服了艾恩霍恩的帮手，与艾恩霍恩缠斗。不久后警方到场，艾恩霍恩反诬艾斯才是绑架犯，命令警员开枪制服艾斯。同时梅丽莎和艾米李欧赶到现场，梅丽莎假装挟持艾米李欧，让警方无法对艾斯下手。艾斯为证明艾恩霍恩就是芬克尔，开始脱掉艾恩霍恩衣裤，最后终于在马里诺的提醒之下，找到了艾恩霍恩的破绽，揭穿了他的真面目，全员警方狂呕吐。最后艾斯成功解救了马里诺和“雪花”，也成为了海豚队的英雄。

## 角色
- 金·凯瑞 饰演 艾斯·范圖拉（Ace Ventura）[3]
- 柯特妮·考克斯 饰演 梅丽莎·罗宾森（Melissa Robinson）
- 辛·楊 饰演 洛依丝·艾恩霍恩警督/雷·芬克尔（Lt. Lois Einhorn/Ray Finkle）
- 汤恩·洛克 饰演 艾米李欧（Emilio）
- 丹·马里诺（美式橄榄球队迈阿密海豚的四分卫） 饰演 丹·马里诺本人
- 诺贝尔·威灵汉 饰演 里德尔（Riddle）
- 特洛伊·伊万斯 饰演 普罗杰（Roger Podacter）
- 雷诺·施奈恩 饰演 伍德斯托克（Woodstock）
- 乌多·基尔 饰演 罗纳德·坎普（Ronald Camp）
- 弗兰克·阿多尼斯 饰演 维尼（Vinnie）
- 缇尼·罗恩 饰演 罗可（Roc）
- 戴维·马古利斯 饰演 精神病院医生
- 约翰·卡泼迪斯 饰演 阿瓜杜（Aguado）
- 朱蒂·克雷顿 饰演 玛莎·梅尔兹（Martha Mertz）
- 比尔·朱克特 饰演 芬克尔父（Mr. Finkle）
- 爱丽丝·德鲁蒙德 饰演  芬克尔母（Mrs. Finkle）
- 丽贝卡·费拉提 饰演 西施狗失主
- 马克·玛格奥莱斯 饰演 史卡汤斯先生（Mr. Shickadance）
- 唐·舒拉（迈阿密海豚队教练） 饰演 唐·舒拉本人
- 司考特·米切尔 饰演 迈阿密海豚队球员
- 食人尸乐队 饰演 食人尸乐队
- 鼻鼻（佛罗里达州迈阿密水族馆） 饰演 海豚“雪花”

## 製作
主體拍攝於1993年5月10日開始，於迈阿密進行製作。

## 上映

### 发行日期
| 国家 | 日期          | 国家     | 日期          | 国家   | 日期          | 国家   | 日期          | 国家 | 日期          |
| ---- | ------------- | -------- | ------------- | ------ | ------------- | ------ | ------------- | ---- | ------------- |
| 美国 | 1994年2月4日  | 澳大利亚 | 1994年4月28日 | 英国   | 1994年4月29日 | 阿根廷 | 1994年2月17日 | 瑞典 | 1994年5月20日 |
| 德国 | 1994年5月26日 | 荷兰     | 1994年6月2日  | 西班牙 | 1994年8月5日  | 芬兰   | 1995年1月27日 | 法国 | 1995年3月29日 |

### 票房
《神探飞机头》在1750个院线同步上映，首周票房为12,115,105美元。美国本土档期内的总票房为72,217,396美元，海外票房则大约有3500万美元。

### 评价
《神探飞机头》上映后，评论界反应不一。影评网站“烂番茄”上《神探飞机头》只有45%的评分，在其中51篇影评中，23篇是正面的。《纽约时报》上的评论写到“只有小朋友才会喜欢凯瑞的角色，但这也许就是重点。影片的节奏、逻辑和重心都是为暴躁的6岁小孩准备的。重点不是故事情节，而是愚蠢的表演。”与此相反的是，《神探飞机头》的票房十分成功。美国本土的总票房达到了成本的六倍。影片中主角金·凯瑞的许多“招牌表情”、“招牌动作”和搞笑台词为大众津津乐道。此部电影是金·凯瑞的成名作品，他凭借此片提名MTV電影大獎的“最佳喜剧演出奖”，走出了低谷，迈入好莱坞一线明星行列，他独树一帜的搞笑风格也被观众接受。他紧接着又主演了《变脸怪杰》和《阿呆与阿瓜》两部影片，也在1994年上映并票房大卖。他的无厘头喜剧形象也在观众心里留下深刻印象。
由于影片中对于男性球员芬克尔扮成女警督艾恩霍恩的相关描写，有评论认为《神探飞机头》是一部对LGBTQ不尊重的性别歧视电影。